# Pool Malebo

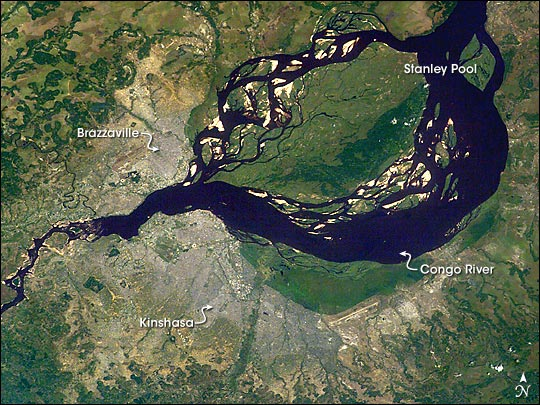
Satellietbeeld van de Pool Malebo met de hoofdsteden Brazzaville, en Kinshasa aangeduid.

De Pool Malebo, voorheen bekend als Stanley Pool of het Meer van Nkunda, is een verwijding in de benedenloop van de rivier de Congo, die om M'Bamou of de Bamu eilanden loopt. Het gebied beslaat ongeveer 35 bij 23 km (ca. 500 km²).
De hoofdsteden van de Democratische Republiek Congo (Kinshasa) en Republiek Congo (Brazzaville) liggen aan weerszijden. Hier begint (stroomopwaarts) het bevaarbare gedeelte van de Congo in de richting Mbandaka, Kisangani en Bangui. Stroomafwaarts is de rivier onbevaarbaar door stroomversnellingen bekend als de Livingstonewatervallen.